# Portada/efemèride octubre 11
Aleksei Leónov
« 10 d'octubre · 11 d'octubre · 12 d'octubre »